# IC 306
IC 306 ist eine Balken-Spiralgalaxie vom Hubble-Typ SBc im Sternbild Eridanus am Südsternhimmel. Sie ist schätzungsweise 406 Mio. Lichtjahre von der Milchstraße entfernt und hat einen Durchmesser von etwa 60.000 Lj.
Im selben Himmelsareal befindet sich u. a. die Galaxie IC 303.
Das Objekt wurde am 7. Februar 1893 vom französischen Astronomen Stéphane Javelle entdeckt.